# جون جالاودت
جون جالاودت (بالإنجليزية: John Gallaudet)‏ هو ممثل أمريكي، ولد في 23 أغسطس 1903 بفيلادلفيا في الولايات المتحدة، وتوفي في 5 نوفمبر 1983 بلوس أنجلوس في الولايات المتحدة.

## وصلات خارجية
- جون جالاودت على موقع IMDb (الإنجليزية)
- جون جالاودت على موقع ألو سيني (الفرنسية)
- جون جالاودت على موقع أول موفي (الإنجليزية)
- جون جالاودت على موقع قاعدة بيانات برودواي على الإنترنت (الإنجليزية)
- جون جالاودت على موقع قاعدة بيانات برودواي على الإنترنت (الإنجليزية)
- جون جالاودت على موقع قاعدة بيانات الأفلام السويدية (السويدية)
- جون جالاودت على موقع قاعدة بيانات الفيلم (الإنجليزية)
- جون جالاودت على موقع كينوبويسك (الروسية)